# Robert Ross (botànic)
Robert Ross un membre de la Societat Linneana de Londres (Fellow of the Linnean Society) (14 d'aqgost de 1912, a Pinner – 25 de maig de 2005) va ser un botànic anglès. Va ser mantenidor de botànica (Keeper of Botany) al museu d'Història natural de Londres (Natural History Museum).